# Jim Henson
James Maury Henson (Greenville, 24 de setembro de 1936 – Nova Iorque, 16 de maio de 1990) foi um marionetista, animador, ator e cineasta americano que alcançou notoriedade mundial como o criador dos Muppets. Henson também era conhecido por criar Fraggle Rock (1983–1987) e como diretor de Labyrinth (1986).
Nascido em Greenville, Mississippi, e criado em Leland, Mississippi, e University Park, Maryland, Henson começou a desenvolver fantoches no ensino médio. Ele criou Sam and Friends (1955–1961), um programa de televisão de comédia de curta duração na WRC-TV, enquanto era calouro na Universidade de Maryland, College Park, em colaboração com a colega Jane Nebel. Henson e Nebel cofundaram The Muppets, Inc. – agora The Jim Henson Company – em 1958, e se casaram menos de um ano depois, em 1959. Henson se formou na Universidade de Maryland com um diploma em economia doméstica.
Em 1969, Henson se juntou ao programa educacional infantil Sesame Street (1969–presente), onde ajudou a desenvolver muppets para a série. Ele e sua equipe criativa também apareceram na primeira temporada do programa de comédia de esquetes Saturday Night Live (1975–presente). Ele produziu a série de comédia de esquetes The Muppet Show (1976–1981) durante esse período. Henson revolucionou a maneira como os fantoches são capturados e apresentados em mídia de vídeo, e ganhou fama por seus personagens – particularmente Kermit the Frog, Rowlf the Dog e os personagens de Sesame Street. Durante os últimos anos de sua vida, ele fundou a Jim Henson Foundation e a Jim Henson's Creature Shop. Ele ganhou o Emmy Award duas vezes por seu envolvimento em The StoryTeller (1987–1988) e The Jim Henson Hour (1989).
Henson morreu em Nova Iorque de síndrome do choque tóxico causada por Streptococcus pyogenes. Na época de sua morte, ele estava em negociações para vender sua empresa para a The Walt Disney Company, mas as negociações fracassaram após sua morte. Ele foi postumamente premiado com uma estrela na Calçada da Fama de Hollywood em 1991, e foi nomeado uma Lenda da Disney em 2011.

## Primeros anos
James Maury Henson nasceu em 24 de setembro de 1936, em Greenville, Mississippi, o mais novo dos dois filhos de Betty Marcella (née Brown, 1904–1972) e Paul Ransom Henson (1904–1994), um agrônomo do Departamento de Agricultura dos Estados Unidos. O irmão mais velho de Henson, Paul Ransom Henson Jr. (1932–1956), morreu em um acidente de carro em 15 de abril de 1956. Ele foi criado como um cientista cristão e passou sua infância nas proximidades de Leland, Mississippi, antes de se mudar com sua família para University Park, Maryland, perto de Washington, D.C., no final da década de 1940 e mais tarde para Bethesda, Maryland. Ele se lembrava da chegada da primeira televisão da família como "o maior evento de sua adolescência", sendo fortemente influenciado pelo ventríloquo de rádio Edgar Bergen e pelos primeiros fantoches de televisão de Burr Tillstrom em Kukla, Fran e Ollie e Bil e Cora Baird. Ele permaneceu um cientista cristão pelo menos até os vinte anos, quando lecionava na escola dominical, mas escreveu para uma igreja da Ciência Cristã no início dos anos 1970 para informá-los de que não era mais um membro praticante.